# جامعة الشمال الغربي مدرسة فينبرغ للطب
جامعة الشمال الغربي مدرسة فينبرغ للطب (بالإنجليزية: Northwestern University Feinberg School of Medicine)‏ هي إحدى الكليات لتدريس الطب في الولايات المتحدة الأمريكية. تقع في مدينة شيكاغو في ولاية إلينوي الأمريكية. نوع الشهادة الطبية التي يتم تحصيلها هناك هي دكتور في الطب.